# 2020~2021년 남태평양 사이클론
2020~2021년 남태평양 사이클론(2020~2021 South Pacific cyclone season)은 남태평양에서 2020년 7월부터 2021년 5월까지 활동한 사이클론들의 활동에 대해 기록한 문서이다.

## 통계

### 사이클론 이름
| - 제1호 사이클론 야사 (사용함) - 제2호 사이클론 자즈 (사용함) - 제3호 사이클론 애나 (사용함) - 제4호 사이클론 비나 (사용함) - 제5호 사이클론 루카스 (사용함) - 제6호 사이클론 니란 (사용함) - 제7호 사이클론 코디 (사용안함) - 제8호 사이클론 도비 (사용안함) | - 제9호 사이클론 에바 (사용안함) - 제10호 사이클론 기나 (사용안함) - 제11호 사이클론 헤일 (사용안함) |

## 활동한 사이클론

### 제2호 인텐스 사이클론 야사
관측사상 남태평양에서 4번째로 강한 사이클론이다.

## 같이 보기
- 2020년 태풍
- 2020년 북대서양 허리케인
- 2020년 북인도양 사이클론
- 2020~2021년 남서인도양 사이클론
- 2020~2021년 오스트레일리아 근해 사이클론
- 2021년 태풍
- 2021년 북대서양 허리케인
- 2021년 북인도양 사이클론